# Championnat de Serbie-et-Monténégro de football 2005-2006
Navigation
Saison précédente Saison suivante (Serbie)
La saison 2005-2006 du Championnat de Serbie-et-Monténégro de football était la 4e et dernière édition du championnat national de première division de Serbie-et-Monténégro. Les seize meilleurs clubs du pays sont regroupés au sein d'une poule unique où ils affrontent leurs adversaires deux fois, une fois à domicile et une fois à l'extérieur. Cette édition du championnat est marquée par les événements historiques qui ont lieu après la fin du championnat. En effet, le 3 juin 2006, le Monténégro obtient son indépendance, tout comme la Serbie le 5 juin. De fait, les équipes ayant participé à cette édition du championnat joueront la saison prochaine le championnat de Serbie ou du Monténégro.
Cette saison, le titre change une nouvelle fois de mains, avec la victoire finale de l'Étoile rouge de Belgrade, 7 points devant le tenant du titre, le Partizan Belgrade et... 27 points devant le FK Vozdovac Belgrade qui termine sur le podium. C'est le 2e titre national de l'Étoile rouge, qui réussit le doublé en battant l'OFK Belgrade en finale de la Coupe de Serbie-et-Monténégro.

## Les 16 clubs participants
| - FK Partizan Belgrade - OFK Belgrade - Étoile rouge de Belgrade - FK Vojvodina Novi Sad - Obilic Belgrade - FK Rad Belgrade - Promu de D2 - Buducnost Banacki Dvor - Promu de D2 - Habitfarm Ivanjica - Promu de D2 | - Jedinstvo Bijelo Polje - Promu de D2 - FK Budućnost Podgorica - Borac Cacak - FK Vozdovac Belgrade - Hajduk-Rodic MB Kula - FC Smederevo - FK Zemun - Zeta Golubovci |

## Compétition

### Classement
Le barème utilisé pour établir le classement est le suivant :
- Victoire : 3 points
- Match nul : 1 point
- Défaite : 0 point

| Rang | Équipe                       | Pts | J  | G  | N  | P  | Bp | Bc | Diff |
| ---- | ---------------------------- | --- | -- | -- | -- | -- | -- | -- | ---- |
| 1    | Étoile rouge de Belgrade (C) | 78  | 30 | 25 | 3  | 2  | 73 | 23 | +50  |
| 2    | Partizan Belgrade (T)        | 71  | 30 | 22 | 5  | 3  | 53 | 17 | +36  |
| 3    | FK Voždovac Belgrade         | 51  | 30 | 15 | 6  | 9  | 52 | 38 | +14  |
| 4    | Hajduk-Rodic MB Kula         | 50  | 30 | 13 | 11 | 6  | 41 | 26 | +15  |
| 5    | Zeta Golubovci               | 47  | 30 | 14 | 5  | 11 | 42 | 36 | +6   |
| 6    | OFK Belgrade                 | 44  | 30 | 13 | 5  | 12 | 35 | 29 | +6   |
| 7    | Borac Čačak                  | 44  | 30 | 12 | 8  | 10 | 32 | 27 | +5   |
| 8    | Buducnost Banacki Dvor (P)   | 44  | 30 | 13 | 5  | 12 | 34 | 31 | +3   |
| 9    | Vojvodina Novi Sad           | 43  | 30 | 11 | 10 | 9  | 28 | 27 | +1   |
| 10   | FK Zemun                     | 41  | 30 | 11 | 8  | 11 | 34 | 39 | -5   |
| 11   | FC Smederevo                 | 39  | 30 | 11 | 6  | 13 | 30 | 37 | -7   |
| 12   | Habitfarm Ivanjica (P)       | 32  | 30 | 8  | 8  | 14 | 22 | 35 | -13  |
| 13   | FK Rad Belgrade (P)          | 31  | 30 | 9  | 4  | 17 | 27 | 35 | -8   |
| 14   | Budućnost Podgorica -3       | 25  | 30 | 6  | 10 | 14 | 24 | 43 | -19  |
| 15   | Obilic Belgrade              | 15  | 30 | 3  | 6  | 21 | 23 | 53 | -30  |
| 16   | Jedinstvo Bijelo Polje (P)   | 11  | 30 | 3  | 2  | 25 | 18 | 72 | -54  |

|  | Qualification pour la Ligue des clubs champions 2006-2007                                                  |
|  | Qualification pour la Coupe UEFA 2006-2007                                                                 |
|  | Qualification pour la Coupe Intertoto 2006                                                                 |
|  | Relégation en 2e division serbe                                                                            |
|  | (T) : Tenant du titre (C) : Vainqueur de la Coupe de Serbie-et-Monténégro (P) : Promu de deuxième division |

- Les clubs en italiques joueront au sein du championnat du Monténégro la saison prochaine.
Le Budućnost Podgorica a été pénalisé de 3 points pour ne pas s'être présenté lors de la rencontre de la 21e journée.

## Bilan de la saison
| Championnat de Serbie-et-Monténégro de football 2005-2006      |                                                                           |
| Champion                                                       | Étoile rouge de Belgrade (2e titre)                                       |
| Coupes et trophées                                             |                                                                           |
| Vainqueur de la Coupe de Serbie-et-Monténégro 2005-2006        | Étoile rouge de Belgrade                                                  |
| Qualifications continentales                                   |                                                                           |
| Ligue des clubs champions 2006-2007 (2e tour de qualification) | Étoile rouge de Belgrade                                                  |
| Coupe UEFA 2006-2007                                           | Partizan Belgrade                                                         |
| Coupe UEFA 2006-2007                                           | Hajduk-Rodic MB Kula                                                      |
| Coupe UEFA 2006-2007                                           | OFK Belgrade                                                              |
| Coupe Intertoto 2006                                           | Zeta Golubovci                                                            |
| Promotions et relégations                                      |                                                                           |
| Promus en First League                                         | Bezanija Novi Belgrade Mladost Apatin (passage de la D1 serbe à 12 clubs) |
| Relégués en Prva Liga                                          | Habitfarm Ivanjica FK Rad Belgrade Obilic Belgrade                        |